# وثائق بنما (أوروبا)

الدول التي تورط منها سياسيون أو مسؤولون عموميون أو مقربون منهم في التسريب في 15 أبريل 2016 (اعتبارًا من 19 مايو 2016)

وثائق بنما هي 11.5 مليون وثيقة مسربة تفصل المعلومات المالية والمعلومات المتعلقة بالعلاقة بين المحامون والعملاء لأكثر من 214,488 كيانًا خارجيًا. أنشئت الوثائق، التي يعود تاريخ بعضها إلى السبعينيات، بواسطة شركة المحاماة ومزود الخدمات المؤسسية البنمية موساك فونسيكا، وأُخذت منها، وسُرّبت في عام 2015.
تفصل هذه الصفحة الادعاءات المتعلقة وردود الأفعال والتحقيقات في أوروبا.

## الاتحاد الأوروبي
تورط العديد من كبار الشخصيات في الاتحاد الأوروبي في فضيحة وثائق بنما. وصرح المفوض الأوروبي لشؤون الضرائب، بيير موسكوفيتشي، بأن الاتحاد الأوروبي ككل عليه "واجب" منع نوع التهرب الضريبي الذي كُشف عنه في فضيحة وثائق بنما. وصرح موسكوفيتشي للصحفيين بأن استخدام الشركات الخارجية لإخفاء ما وصفه بـ "كميات صادمة" من الأصول المالية عن سلطات الضرائب هو أمر "غير أخلاقي". وقدّر أن الملاذات الضريبية أدت إلى خسارة سنوية تبلغ حوالي تريليون يورو في المالية العامة، مضيفًا أن المفوضية الأوروبية حاولت تشديد القواعد الضريبية في جميع أنحاء الاتحاد منذ نوفمبر 2014 بسبب فضيحة تسريبات لوكسمبورغ، التي كشف عنها أيضًا الاتحاد الدولي للمحققين الصحفيين، وأعرب عن أمله في أن يشجع مدى انكشاف وثائق بنما الدول على اتخاذ إجراءات.
في رسالة مؤرخة بعام 2013، كشفت عنها صحيفة فاينانشال تايمز إلى رئيس المجلس الأوروبي آنذاك هيرمان فان رومبوي، قال رئيس وزراء المملكة المتحدة آنذاك ديفيد كاميرون إنه لا ينبغي أن تخضع الصناديق الاستئمانية الخارجية تلقائيًا لنفس متطلبات الشفافية التي تخضع لها الشركات الوهمية.

## أندورا
كشفت وثائق بنما أن وزير المالية في أندورا، جوردي سينكا، عندما كان الرئيس التنفيذي لشركة أورفند إس إيه، امتلك شركة خارجية تدعى مارييت هولدينجز إنك، حتى حلها في عام 2002 خوفًا من اكتشاف مشاركته في هذه الأعمال. وكانت للأنشطة التجارية لشركة Orfund صلات بتجارة الماس الدموي، وتكرير وبيع الذهب الأفريقي. وأُغلقت هذه الشركة قبل وقت قصير من الحرب الأهلية في ساحل العاج.
وطالبت المعارضة باستقالته نتيجة لذلك. ورداً على ذلك، قال سينكا "إذا كان ارتباطهم سيؤثر على حكومة أندورا، فسوف أتنحى". ومع ذلك، لم يفعل ذلك.

## النمسا
أعلنت هيئة الأسواق المالية النمساوية أنها ستدقق حسابات بنكين نمساويين ذُكرا في وثائق بنما، وهما رايفايزن بنك إنترناشيونال وهايبو فورارلبرغ. ستفحص الهيئة على وجه التحديد ما إذا كان البنكان قد امتثلا لالتزامهما بمنع غسل الأموال. أعلن بنك هايبو فورارلبرغ لاحقًا أنه على الرغم من امتثاله لجميع القوانين في الماضي، إلا أنه يخطط للانسحاب الكامل من القطاع الخارجي.

## بلغاريا
في عام 2018 تمكنت وسيلة الإعلام الاستقصائي بيفول.بي جي من الوصول إلى وثائق بنما بموجب اتفاق مع الاتحاد الدولي للصحفيين الاستقصائيين. لاحقًا، نشرت قصة حول شركة أوفشور تدعى فيافوت تحاول الاستحواذ على أحد الأصول الرئيسية لصناعة الدفاع البلغارية: شركة إنتاج الأسلحة دوناريت. تُظهر وثائق بنما أن شركة فيافوت مملوكة لألكسندر أنجيلوف، وهو محامي رجل الأعمال الإعلامي ديليان بيفسكي. أفادت وسائل إعلام بلغارية أخرى كيف ساعدت جميع مؤسسات الدولة شركة فيافوت في الاستحواذ على دوناريت بوسائل غير قانونية. ومع ذلك، لم يفتح المدعي العام البلغاري سوتير تساتساروف أي تحقيق.
في البداية، في عام 2016، مُنح الوصول إلى وثائق بنما للصحفية أليكسينيا ديميتروفا فقط. ومع ذلك، أعرب المتحدث باسم وزارة الشؤون الخارجية عن قلقه من أن ديميتروفا عملت في الخدمات السرية الشيوعية، لذلك قد يكون عملها مع الوثائق متحيزًا.

## قبرص
أعلن البنك المركزي القبرصي رسميًا: "فيما يتعلق بالتقارير الصحفية التي تستشهد بوثائق مسربة، والمعروفة باسم وثائق بنما، يعلن البنك المركزي القبرصي أنه يقوم بتقييم المعلومات بقدر ما قد يتعلق بالنظام المصرفي القبرصي ويتخذ، عند الضرورة، الإجراء المناسب". ذكرت صحيفة قبرصية على الإنترنت أن "الصلة بقبرص تنبع من حقيقة أن فونسيكا يدير مكتبًا في قبرص، وتحديدًا في اللمسون. في رسم بياني، تسمي التسريبات قبرص كملاذ ضريبي (الدول التي تقدم ضرائب قليلة أو معدومة)، على الرغم من أن لديها معدل ضريبة على الشركات بنسبة 12.5%، وهو نفس معدل أيرلندا".

## الدنمارك
في سبتمبر 2016 اشترت سلطات الضرائب الدنماركية بيانات وثائق بنما الخاصة بحوالي 320 شركة وحوالي 500-600 فرد للتحقيق فيها. على الرغم من أن البيانات جاءت من مصدر مجهول، فقد تم فحصها باستخدام بيانات عينة موثوقة.

## فرنسا

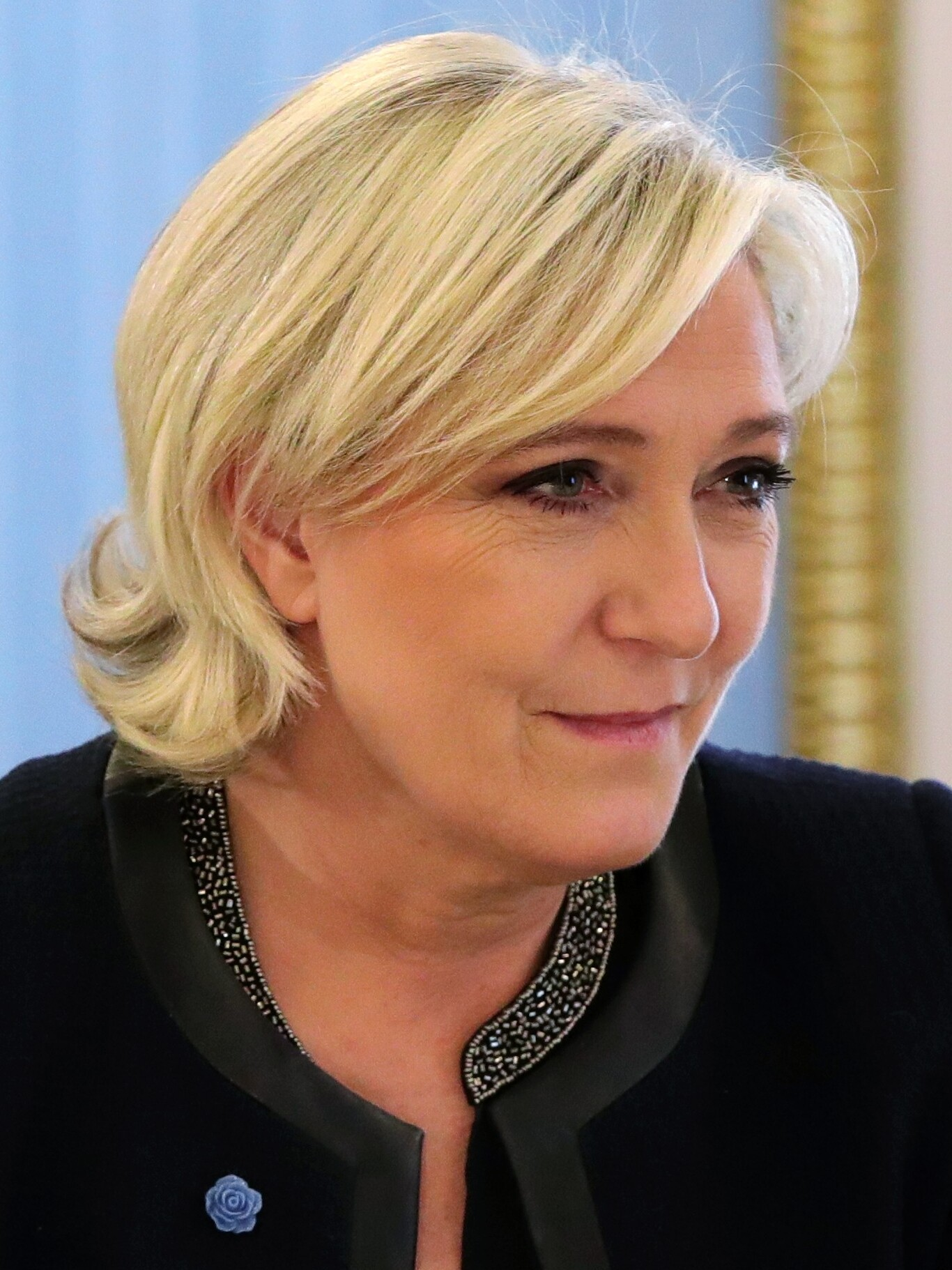
مارين لوبان

باشر المدعون الماليون الفرنسيون تحقيقًا، وأعلن الرئيس الفرنسي فرانسوا أولاند أنه ستتم محاكمة المتهربين من الضرائب ومعاقبتهم. نتيجة للتسريب أيضاً، أعادت فرنسا بنما إلى قائمتها للملاذات الضريبية، والتي أُزيلت منها بنما مؤخرًا.
كان جيروم كاهوزاك، وزير الميزانية الفرنسي السابق، الذي قاد حملة صارمة على الاحتيال الضريبي أثناء توليه منصبه، عميلًا لدى موساك فونسيكا، الشركاء القانونيين المحوريين في فضيحة التهرب الضريبي وغسل الأموال العالمية لوثائق بنما. كشفت الوثائق المسربة للشركة القانونية عن سلسلة ملكية كاهوزاك لشركة سييرمان غروب المحدودة في سيشيل، التي تأسست عام 2009. عندما حققت فرنسا في مزاعم ميديا بارت لعام 2013 بأن كاهوزاك كان يمتلك أصولًا غير معلنة في حساب أولًا في سويسرا، ثم في سنغافورة، استقال من منصبه الوزاري، مؤكدًا براءته،  لكنه اعترف بعد بضعة أشهر بأنه أخفى بالفعل 600 ألف يورو في حساب لدى بنك يو بي إس ثم نقلها لإبقائها مخفية، "مع الاستمرار في قيادة حملة فرنسا على التهرب الضريبي". صوت الحزب الاشتراكي الفرنسي بالإجماع على طرده بعد أسبوع. تحفيزًا بقضية كاهوزاك في أبريل 2013، أنشأ الرئيس هولاند النيابة الوطنية المالية، وهي وحدة تحقيق قضائية متخصصة في تحقيقات واسعة النطاق في قضايا الاحتيال والفساد.
كان جان ماري لوبان، مؤسس وزعيم حزب التجمع الوطني اليميني المتطرف لفترة طويلة وعضو البرلمان الأوروبي، بالفعل موضوعًا لتحقيق تجريه النيابة الوطنية المالية في قضايا الاحتيال الضريبي، إلى جانب ابنته مارين لوبان وموظفيه. استدعى التدقيق الرسمي حسابًا غير معلن لدى بنك إتش إس بي سي يحتوي على 2.2 مليون يورو من الذهب والعملات المعدنية، كان يديره مساعد من جنيف من خلال صندوق ائتماني مقره في جزر العذراء البريطانية والذي أُغلق ثم نُقل إلى جزر البهاما في عام 2014؛ ومزاعم بالمغالاة في الفواتير؛  وإساءة استخدام وخلط أموال الحملات الانتخابية؛  والتهرب الضريبي. يُشتبه أيضًا في أن جان ماري لوبان استخدم أمواله من البرلمان الأوروبي لتغطية نفقات الحملة والنفقات الإدارية لحزبه السياسي الفرنسي. ورد ذكر جان ماري لوبان في الوثائق، إلى جانب ابنته مارين لوبان، وهي الزعيمة الحالية للحزب، وفريدريك شاتيون، وهو شخص مقرب من حزب الجبهة الوطنية وصديق مقرب لمارين أيضاً. من المحتمل أن يكون الثلاثة قد أخفوا ما يصل إلى مليون جنيه إسترليني في حسابات خارجية.

## اليونان
أكدت وثائق بنما أن السياسي ستافروس باباستافرو، الذي كان مستشارًا لرئيسي الوزراء السابقين كوستاس كرامنليس وأنتونيس ساماراس، كان عضوًا في مجلس إدارة المؤسستين البنميتين، مؤسسة جرين شامروك ومؤسسة ديمان، من عام 2005 إلى عام 2014. في عام 2006، أصبح نائب رئيس مجلس إدارة مؤسسة إيسيوس، التي لا تزال قائمة حتى اليوم. مع ذلك، استقال باباستافرو من مؤسسة إيسيوس في عام 2012.
تورطت عدة عائلات يونانية تمتلك مجموعات فنية كبيرة في هذه الفضيحة.

## أيسلندا

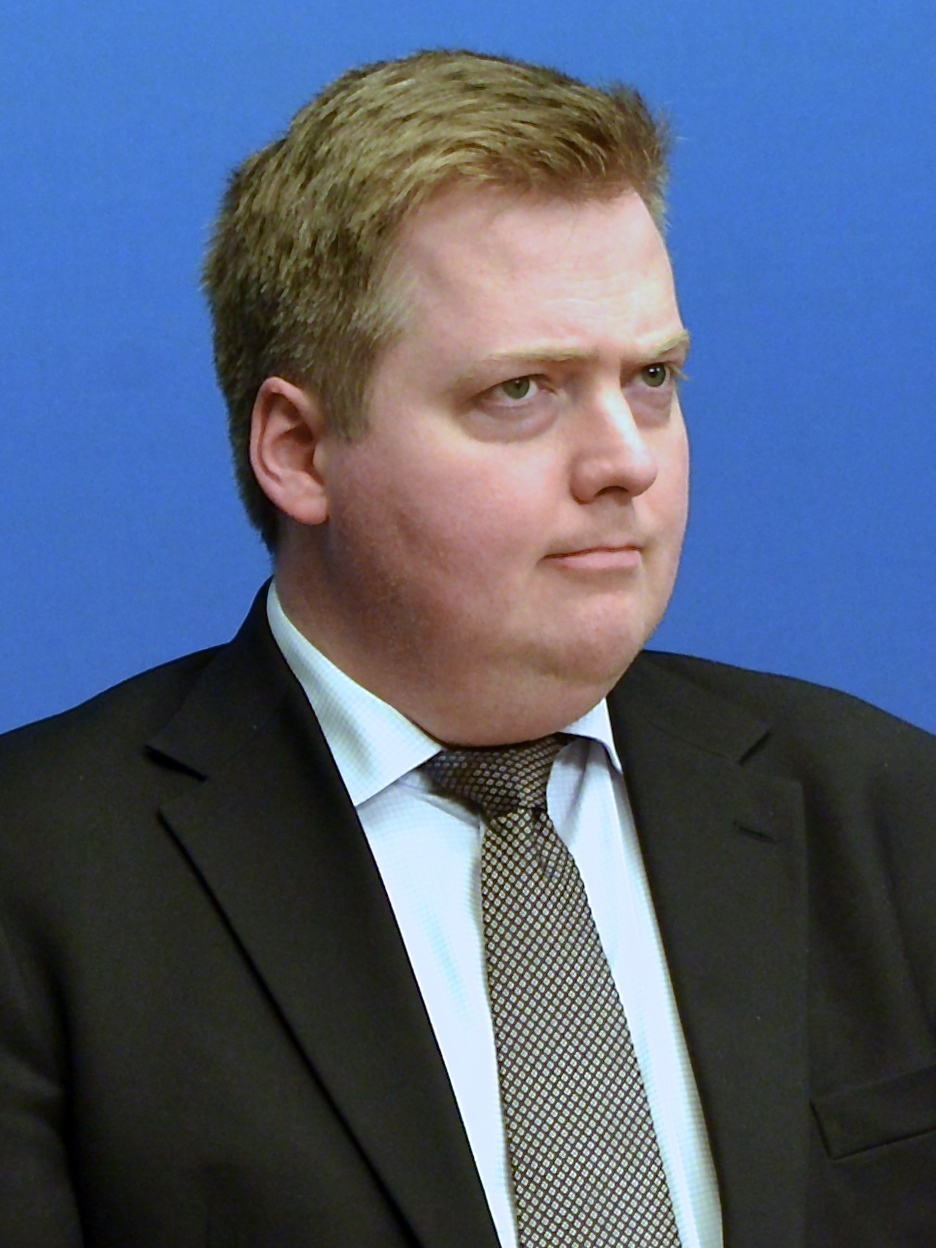
رئيس وزراء آيسلندا سيغموندور دافيد غونلاوغسون

تعهد رئيس الوزراء سيغموندور دافيد غونلاوغسون، الذي انتُخب بعد الانهيار المصرفي عام 2008 في أيسلندا، بتطهير الفساد في النظام المصرفي. لكن عندما تولى سيغموندور دافيد منصبه، لم يكشف عن حصته البالغة 50% في شركة وينتريس، وهي شركة كانت تمتلك سندات أحد البنوك المفلسة، ولم يتخلَّ عنها، حتى اليوم السابق لسريان قانون جديد في 1 يناير 2010، كان سيُلزمه بالإعلان عن تضارب المصالح هذا. باع حصته لزوجته، التي تمتلك النصف الآخر. ينحدر الزوجان من عائلات ثرية. عندما اشتريا وينتريس، كان يعمل صحفيًا وكانت هي عالمة أنثروبولوجيا. إلى أن أخفق في الكشف عن الأصل، لم يخالف أي قوانين. لكن البلاد تتذكر الأزمة المالية لعام 2008 جيدًا وتعتقد أنها وضعتها في الماضي. نظرًا لأن سيغموندور دافيد تفاوض نيابة عن أيسلندا مع دائني البنوك الأيسلندية المتعثرة، فقد أثار اكتشاف أن زوجة سيغموندور دافيد حاملة سندات غضبًا شديدًا لدرجة أن 22000 إلى 24000 شخص حضروا احتجاجًا مناهضًا للحكومة خارج البرلمان في 4 أبريل 2016، أي ما يقرب من 8% من السكان. اقترح سيغموندور دافيد إجراء انتخابات مبكرة،  لكن الأعضاء الآخرين في الحكومة الائتلافية لم يرغبوا في إجراء انتخابات، بل طالبوا باستقالته فقط. وفي 5 أبريل 2016 أعلن رئيس وزراء أيسلندا سيغموندور دافيد غونلاوغسون استقالته.
كشف موقعا ريكيافيك غرابفين وكيارنين الإخباريان عن وجود صلات بين الرئيس أولافور راغنار غريمسون وشركة لاسكا فاينانس المحدودة المسجلة في جزر العذراء البريطانية عام 2005م. وقد نفى الرئيس أولافور راغنار بشكل قاطع أي علاقة شخصية أو عائلية بشركات في الملاذات الضريبية. ومع ذلك، فقد تبين أن والدي زوجته، دوريت موساييف، قد توليا إدارة الشركة في الفترة من عام 1999م إلى عام 2005م. وتشير البيانات المالية لأعمال عائلة موساييف إلى تلقيها ما يقارب سبعة ملايين جنيه إسترليني على شكل مدفوعات فائدة من شركة لاسكا خلال الفترة من عام 2000م إلى عام 2005م. وفي عام 2005م قامت شركة موساييف ببيع حصتها البالغة 10% في شركة لاسكا إلى والد س. دوريت موساييف المتوفى ووالدتها، التي تبلغ من العمر 86 عامًا وهي المالك المسجل لحصة ملكية لاسكا. ومن المتوقع أن ترث دوريت وشقيقتاها تمارا وشارون هذه الثروة التي تعدّ من بين أكبر الثروات في العالم.
أكد بيارني بنديكتسون وزير المالية الآيسلندي ورئيس الحزب الشريك في الائتلاف مع سيغموندور دافيد، أنه ينحدر من إحدى أغنى العائلات في أيسلندا. وأكد امتلاكه 33% من شركة فالسون آند كو، وهي شركة صورية في سيشيل تأسست في عام 2005 لشراء عقارات في دبي. كانت الشركة لا تزال نشطة في عام 2009، عندما كان بيارني بالفعل عضوًا في البرلمان مع متطلبات الإفصاح المالي. وذكر أنه سجل الشركة لدى السلطات الضريبية، ولم يكن على علم بأنها مسجلة في سيشيل. حصلت وزيرة الداخلية أولوف نوردال وزوجها على توكيلات رسمية لشركة دولي سيكيوريتيز إس إيه، وهي شركة خارجية تقع في بنما. وأوضحت أن الشركة تأسست من أجل زوجها ولكن لم يتم استخدامها قط، لذلك لم تعتقد أنها مضطرة إلى الكشف عنها. قال هرولفور أولفيسون، المدير الإداري لحزب سيغموندور دافيد التقدمي، إن شركات موساك فونسيكا التي تدرج اسمه غير نشطة منذ فترة طويلة جدًا، وكانت قانونية.
مولت سيدة الأعمال إنجيبورغ بالمادوتير وزوجها جون أوسغير يوهانسون معاملاتهما التجارية من خلال شركة "جورو إنفست" البنمية. تمتلك هذه الشركة أسهمًا في شركة التجزئة "سبورتس دايركت" عبر شركة "رابسودي إنفستمنتس" ومقرها لوكسمبورغ. دفعت "جورو إنفست" حوالي 16 مليون دولار أمريكي لبنك "غليتنير" بعد انهياره، وذلك لتغطية ديون شركة "غاومور" التابعة لجون أوسغير، كما أقرضت 100 كرونة آيسلندية لشركة جون أوسغير "Þú Blásól" عبر شركة خارجية يملكها باسم "جوفيتا". وعندما سألها صحفيون في صحيفة "كيارنين" عن مصدر تلك الأموال، لم تُجب إنجيبورغ. تجدر الإشارة إلى أن إنجيبورغ هي المالك الرئيسي لمجموعة "365 الإعلامية".

## أيرلندا
تناولت صحيفة "ذا أيرش تايمز" الجانب الأيرلندي من التسريبات بشكل تفصيلي. وشملت القائمة أسماء بارزة من أيرلندا، منهم بطل الغولف بادريغ هارينغتون، ومطور العقارات شون مولريان، وعضو فرقة الروك الأيرلندية الشهيرة يو تو، بول ماكغينيس. كما وردت أسماء أخرى مثل ستانلي واتسون، الشريك الكبير في أكبر شركة قانونية ضريبية في أيرلندا، ماثيسون، والذي كان له دور محوري في تطوير العديد من الأدوات الضريبية التي تستغلها الشركات الأمريكية متعددة الجنسيات العاملة في أيرلندا لتجنب دفع مليارات الدولارات من الضرائب في الولايات المتحدة. ولم تغب عن القائمة شخصية سياسية بارزة، وهي فرانك فلانيري، المستشار السياسي لحزب فاين جايل.

## إيطاليا

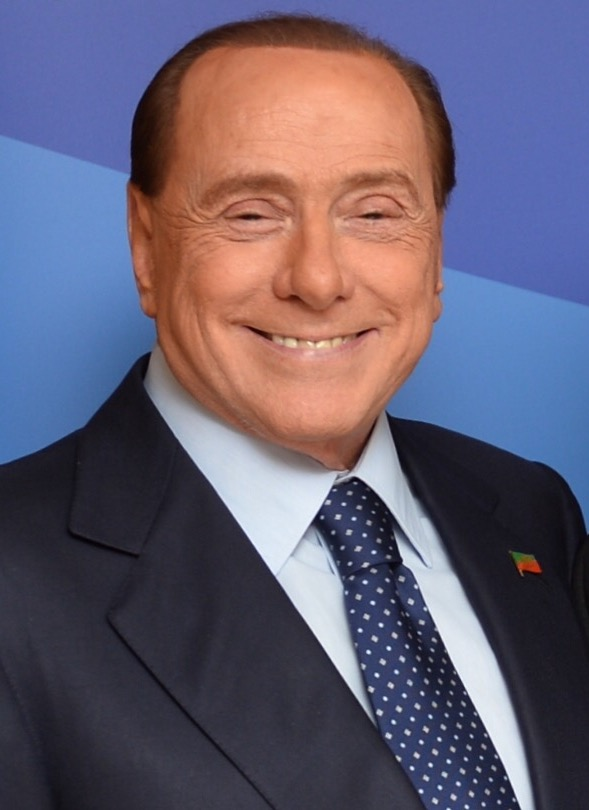
رئيس الوزراء الإيطالي السابق سيلفيو برلسكوني

في 6 أبريل 2016 أصدرت نيابة تورينو في إيطاليا أمرًا إلى قوات الشرطة المالية بالتحقيق مع ثمانمائة إيطالي وردت أسماؤهم في وثائق بنما. وقد ورد اسم سيلفيو برلسكوني رئيس الوزراء الإيطالي الأسبق الذي سبق إدانته بتهمة التهرب الضريبي وطُرد من البرلمان ضمن هذه الوثائق. كما تضمنت الوثائق أسماء رجال أعمال بارزين مثل لوكا كورديرو دي مونتيزيمولو، وفلافيو برياتوري، وأدريانو غالياني، إضافة إلى الممثل وأدريانو غالياني.
كشف تحقيق أجرته صحيفة "ذا ناميبيان"، وهي شريك إعلامي في الاتحاد الدولي للصحفيين الاستقصائيين، أن فيتو روبرتو بالاتسولو، وهو رجل مافيا مسجون، قد أخفى أمواله عن السلطات الإيطالية والناميبية والجنوب أفريقية باستخدام شركات وهمية في جزر العذراء البريطانية. وقد أنشأ هذه الشركات المصرفي الألماني وولف بيتر بيرثولد في هونغ كونغ، واستخدمها لنقل السيطرة على أصول بالاتسولو إلى ابنه.

## مالطا

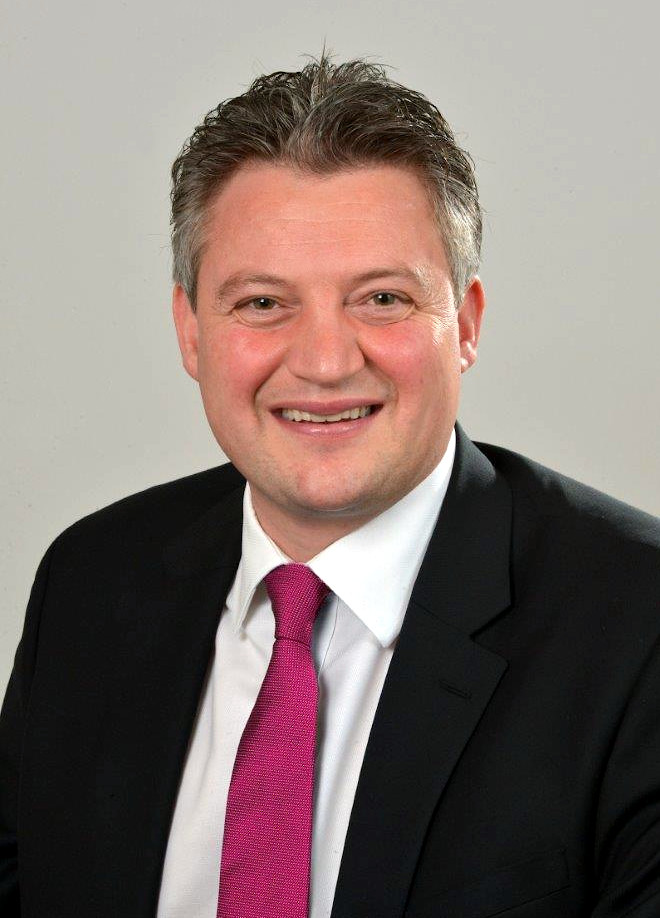
كونراد ميزي، وزير الطاقة والصحة السابق ووزير السياحة السابق

ربطت وثائق بنما وزيرًا في حكومة رئيس الوزراء جوزيف موسكات، وهو كونراد ميزي، ورئيس ديوان رئيس الوزراء، كيث شمبري، بشركات صورية في بنما. علاوة على ذلك، ذُكر اسم زوجة ميزي، ساي ميزي ليانغ، التي تشغل منصب مبعوثة مالطا التجارية إلى الصين والقنصل العام لمالطا في شنغهاي، الصين، أيضًا كمستفيد، إلى جانب أطفالهما، من صندوق ائتماني مقره في نيوزيلندا يمتلك شركة ميزي الصورية في بنما.
أُدرج ميزي، الذي كان يشغل منصب وزير الصحة والطاقة حتى 28 أبريل 2016، في وثائق بنما كمالك لشركة صورية في بنما تُدعى شركة هيرنفيل.
لم تمنع المؤشرات في الصحافة المالطية بشأن صلات ميزي بصندوق ائتماني خارجي  انتخاب ميزي نائبًا لرئيس حزب العمال الحاكم لشؤون الحزب في 25 فبراير 2016، عقب تغيير في النظام الأساسي للحزب لتمكين تعيين عضو برلماني يشغل منصبه. استقال ميزي من منصب نائب رئيس حزب العمال في 28 أبريل 2016.
أُفيد بأن شمبري، وهو رجل أعمال أدار الحملة الانتخابية لحزب العمال في الانتخابات العامة المالطية عام 2013، ويعمل رئيسًا لديوان موسكات، يمتلك شركة خارجية مقرها في جزر العذراء البريطانية،  ويمتلك شركة صورية مجهولة في بنما، تسمى تيلجيت إنك، يملكها صندوق ائتماني أُنشئ له في نيوزيلندا. استحوذ كونراد ميزي وكيث شمبري على شركتيهما الصورتين في بنما، هيرنفيل إنك وتيلجيت إنك على التوالي، عبر ممثلي موساك فونسيكا في مالطا، الذين حاولوا أيضًا فتح حسابات مصرفية مرتبطة بالشركتين الصورتين للشخصين ذوي النفوذ السياسي في مختلف الولايات القضائية. لا يزال مالك شركة صورية مجهولة ثالثة في بنما، وهي إيغرانت إنك، التي كُشف عن وجودها في نفس الوثيقة التي تشير إلى الشركتين الأخريين، مجهولًا، على الرغم من أن السرية المشددة التي لُوحظت في عملية الاستحواذ عليها، بما في ذلك تجنب التواصل عبر البريد الإلكتروني واستخدام الاتصالات عبر سكايب، قد أثارت شكوكًا قوية في تورط شخص ثالث رفيع المستوى من ذوي النفوذ السياسي في مالطا.
في إقرار بالذمة المالية لعام 2015، مؤرخ في 8 فبراير وقُدم إلى البرلمان المالطي في نهاية مارس 2016، والذي قال موسكات إنه اطلع عليه في صيغته الأولية قبل تسريب وثائق بنما، أدرج ميزي الصندوق الائتماني في نيوزيلندا والشركة الصورية في بنما. حتى 28 أبريل 2016، كان تقرير حول هذه المسألة بتكليف من حكومة مالطا لشركة تدقيق دولية لم يُكشف عن اسمها لا يزال قيد الانتظار. في 28 أبريل 2016، أعلن موسكات عن تعديل وزاري؛ فقد ميزي حقيبته الوزارية للصحة والطاقة، لكنه احتفظ بمنصبه كوزير بلا حقيبة وزارية في مكتب رئيس الوزراء.
تُعد مالطا العضو الوحيد في الاتحاد الأوروبي الذي تورط وزير فيه في هذه الفضيحة حتى تاريخه. على الرغم من تورط ميزي وشمبري في هذه الفضيحة، فإنهما لا يزالان يشغلان مناصب عليا للغاية في الحكومة المالطية. كتب مارك أ. ساموت كتابًا عن القضية، بعنوان "الأفضل في أوروبا. وثائق بنما والسلطة". في أكتوبر 2017، قُتلت دافني كاروانا غاليزيا، المدونة التي قادت تحقيق وثائق بنما في الفساد في مالطا، بتفجير سيارة مفخخة بالقرب من منزلها.
منذ ذلك الحين، طُلب من مالطا، بصفتها دولة عضو في الاتحاد الأوروبي، تعزيز شفافية سجلاتها الخاصة بملكية الشركات، لإظهار من يسيطر في النهاية على كل شركة ضمن ولايتها القضائية. فُصلت هيئة الخدمات المالية في مالطا عن سجل الشركات في مالطا عام 2018 بهدف التركيز على الأدوار والواجبات التنظيمية المنفصلة. يُعد سجل الشركات وكالة قائمة بذاتها ويعرف باسم سجل الأعمال في مالطا.

## النرويج
تعتزم مصلحة الضرائب النرويجية طلب الحصول على بيانات من المجموعة المالية النرويجية، وهي أكبر مؤسسة مالية في البلاد، بشأن حوالي ثلاثين شركة أسستها المجموعة النرويجية "دي إن بي إيه إس إيه"، والتي يملكها مواطنون نرويجيون يعيش عشرون منهم في النرويج. وتشير البيانات إلى وجود مائتي نرويجي ضمن قائمة عملاء شركة "موساك فونسيكا".

## البرتغال
تكشف قاعدة بيانات التسريبات الخارجية التي أعدها الاتحاد الدولي للصحفيين الاستقصائيين عن وجود 246 كيانًا خارجيًا، و300 مسؤول، و40 وسيطًا، و175 عنوانًا مرتبطًا بالأنشطة الموصوفة في وثائق "موساك فونسيكا" في البرتغال. وقد أشارت الصحف إلى تورط العديد من السياسيين والمسؤولين الحكوميين والمصرفيين ومديري الشركات في هذه الأنشطة. وحتى مايو 2017، لم تسفر هذه القضية عن أي إجراءات قانونية أو قضائية ضد أي من المتورطين.

## روسيا

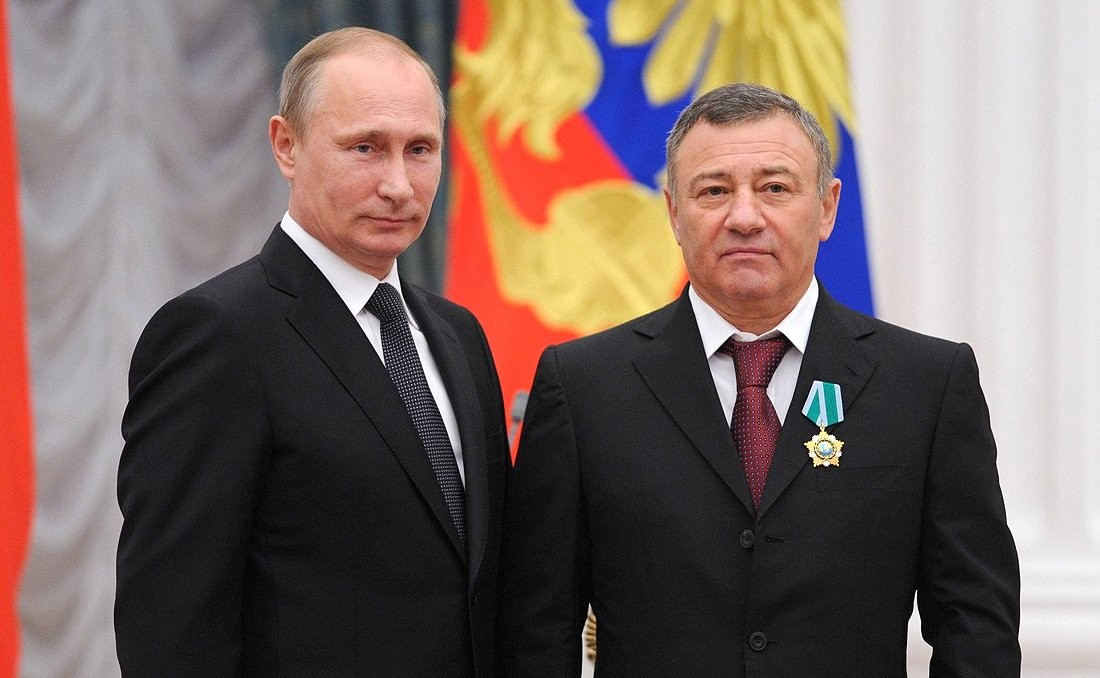
الرئيس الروسي فلاديمير بوتين مع رجل الأعمال الروسي أركادي روتنبرغ

وصفت صحيفة زود دويتشه تسايتونج، إحدى الصحف المشاركة في المشروع الذي نشر الوثائق، صلات العديد من الأفراد المذكورين فيها بالرئيس الروسي فلاديمير بوتين. ونقلت الصحيفة عن الخبير الاقتصادي الحائز على جائزة نوبل بول كروغمان ووثائق وزارة الخارجية الأمريكية وصفهما روسيا بأنها "دولة اللصوص" و"دولة مافيا" على التوالي. أفادت صحيفة زود دويتشه تسايتونج بأنه تم تحويل حوالي 2 مليار دولار من خلال شبكة من الشركات المرتبطة بالشركات والأفراد الروس "في غضون بضع سنوات فقط"، ويبدو أن الشركات استُخدمت في "معاملات تجارية مشكوك فيها".
قدّم بوتين في مناسبات متعددة منذ عام 2011م انتقادات لاذعة للشركات الأجنبية، واصفًا إياها بـ "غير وطنية". وفي عام 2013م، سنّ قانونٌ يحظر على المسؤولين الحكوميين امتلاك حسابات مصرفية خارج البلاد.
لم يرد اسم بوتين صريحًا في السجلات التي كشفت عنها التسريبات، إلا أن أسماء المقربين منه ظهرت بشكل واضح. فذكر في الوثائق المسربة مليارديرات قطاع الإنشاءات أركادي وبوريس روتنبرغ، والموسيقي سيرجى رولدجين، وقطب الأعمال علي شير عثمانوف. كما ورد اسم صديق بوتين القديم، الملياردير غينادي تيموشينكو. بالإضافة إلى ذلك، شملت القائمة زوجة سكرتيره الصحفي، وابن عمه، وزملاء سابقين له في لجنة أمن الدولة. هذا إلى جانب عدد كبير من الأوليغارشيين المرتبطين بشركات موساك فونسيكا الوهمية.
يبرز اسم سيرغي رولدوغين، عازف التشيلو في أوركسترا سانت بطرسبرغ، والذي يُوصف بأنه "أفضل صديق" للرئيس الروسي فلاديمير بوتين، بشكل لافت في وثائق بنما المسربة. تُشير هذه الوثائق إلى أن رولدوغين قد استحوذ على أصول تقدر قيمتها بأكثر من مائة مليون دولار أمريكي، من بينها حصة تبلغ 12.5% في شركة "فيديو إنترناشيونال"، وهي أكبر شركة إعلانات تلفزيونية في روسيا. كما امتلك شركاتٍ تضم خيارات أسهم في أكبر الشركات الروسية وحقوق قروض تقدر قيمتها بمئات الملايين من الدولارات.
وفي عام 2008 شاركت شركة يسيطر عليها رولدوغين مع شركات أخرى أجنبية لمساعدة "شخص آخر مقرب من بوتين" على الاستحواذ على شركة كاماز، أكبر مصنع للشاحنات في روسيا، والحصول على استثمار من شركة "دايملر إيه جي" الألمانية لصناعة السيارات بقيمة 250 مليون دولار مقابل 10% من أسهم كاماز. كما حصلت شركة "ساندالوود"، وهي شركة أخرى يملك رولدوغين وغيره من المقربين حصة فيها، على خطوط ائتمان بقيمة 800 ألف دولار أمريكي من "البنك التجاري الروسي" في قبرص خلال الفترة ما بين عامي 2009 و2012. وكان هذا البنك، في ذلك الوقت، شركة تابعة مملوكة بالكامل دايملر الروسي، والذي تملك الدولة معظم أسهمه.
تبين وثائق بنما أن شركات رولدوغين قد حظيت بقروض متعددة دون ضمانات، أو بفوائد متدنية للغاية، أو لم تسددها بالكامل. وفي عام 2013، قامت شركات وهمية مرتبطة بالأخوين بوريس وأركادي روتنبرغ بإقراض شركة تابعة لشبكة رولدوغين مبلغًا قدره 200 مليون دولار أمريكي تقريبًا. ولا تكشف الوثائق المسربة عما إذا تم سداد هذا المبلغ أم لا. وقبل فترة وجيزة من منح هذا القرض، فازت شركة أركادي روتنبرغ بعقد مشروع خط أنابيب ساوث ستريم الذي تبلغ قيمته مليارات الدولارات. وعندما سُئل رولدوغين عن شركاته،  أجاب بقوله: "يجب عليّ أن أراجع الأمر لأتبيّن ما يمكنني قوله وما لا يمكنني"، واصفًا المسائل المالية بأنها "حساسة".
وصف ديمتري بيسكوف المتحدث باسم بوتين التقارير الغربية حول وثائق بنما بأنها تعكس "رهاب بوتين"، مشيرًا إلى أنها تستهدف بوتين وتشكّل جزءًا من مؤامرة ضد روسيا دبرها كل من وكالة المخابرات المركزية ووزارة الخارجية وغيرهما.
نفى بوتين وجود أي شائبة فساد، مؤكدًا أن خصومه يسعون إلى زعزعة استقرار روسيا. وفي تصريح آخر، زعم بوتين أن ويكيليكس كشفت عن تورط مسؤولين وهيئات رسمية أمريكية في هذه المؤامرة. وفي خطابه السنوي المباشر لعام 2016، وصف بوتين الوثائق المسربة بأنها موثوقة، لكنه اقتصر تعليقاته على رولدوغين، مشيرًا إلى أن وسائل الإعلام الغربية أساءت فهم الأمر، إذ أن الموسيقي أنفق كل دخله الأجنبي على شراء آلات موسيقية لروسيا. وأضاف بوتين أيضًا أن بنك غولدمان ساكس يمتلك أسهمًا في الشركة الأم لصحيفة زود دويتشه تسايتونج، على الرغم من أن ملكيتها الحقيقية تعود لعائلة ميونيخ ومجموعة إعلامية ألمانية. وقد اضطر الكرملين إلى الاعتذار عن هذا الخطأ.
في البداية، تجاهلت وسائل الإعلام الروسية السائدة التسريبات بشكل شبه كامل. لم تذكر القنوات التلفزيونية الحكومية الرئيسية، كالقناة الأولى وروسيا 1، ولا القنوات الخاصة البارزة "رين-تي في" و"إن تي في"، هذه القصة عند التسريب. واقتصرت التغطية الإعلامية المتواضعة على قناة فيستي تي في، حيث بُثت في وقت متأخر من الليل، وركزت على أمور أخرى كليونيل ميسي وميشيل بلاتيني. شكلت صحيفة نوفايا جازيتا المعارضة الاستثناء الوحيد، حيث وصفت بأنها "الشريك الروسي للاتحاد الدولي للصحفيين الاستقصائيين"، ونشرت تقارير مفصلة حول هذه القصة في نسختها المطبوعة وعلى موقعها الإلكتروني.
بحلول نهاية أبريل نشر مركز الإبلاغ عن الجريمة المنظمة والفساد (OCCRP) تحليلًا لمجموعة أخرى من الوثائق المسربة تُظهر تدفقًا نقديًا إلى حسابات رودولجين من السرقة الضريبية التي بلغت 230 مليون دولار في عام 2007 على يد مفتشي الضرائب في موسكو والتي كشف عنها سيرغي ماغنيتسكي ورفع تقريرًا بشأنها.

## إسبانيا

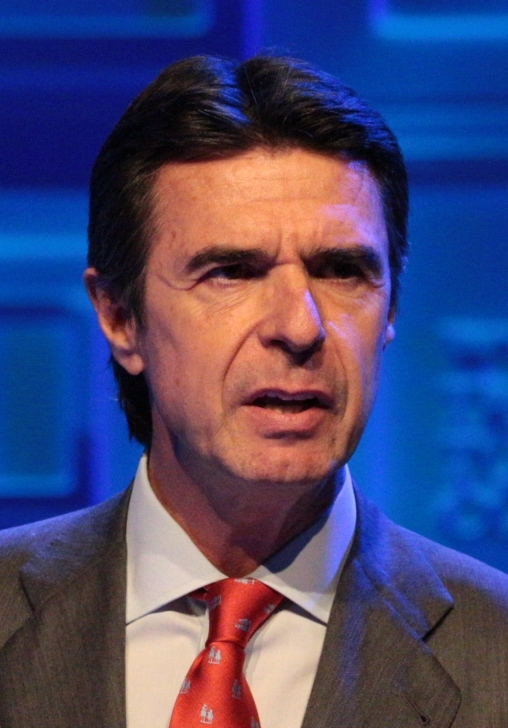
وزير الصناعة الإسباني السابق خوسيه مانويل سوريا

أُجبر خوسيه مانويل سوريا على التخلي عن منصبه كوزير للصناعة والطاقة والسياحة بصورة مؤقتة عندما كشفت وثائق بنما أنّه وعائلته امتلكوا عدّة شركات خارجية في خوسيه مانويل سوريا على مدار عقود سابقة. أنكر خوسيه هذه الادعاءات في البداية، إلا أنّ التقارير المستمرة تناقضت مع إنكاره. وفي الرابع عشر من أبريل، كُشف عن شركة كان يمتلكها في جيرزي حتى عام 2002، عندما كان عمدة خوسيه. ووُضع خوسيه في موقف سياسي حرج نتيجة لتناقض تصريحاته وتغيّرها حول القضية، فاستقال في اليوم التالي.
كما امتلك رودريجو راتو، الرئيس السابق لصندوق النقد الدولي ونائب الرئيس في حكومة رئيس الوزراء المحافظ خوسيه ماريا أثنار، أكثر من 3.6 مليون يورو في شركتين خارجيتين. ووجّهت إسبانيا إليه تهمًا بارتكاب جرائم ضريبية مزعومة وغسل أموال وفساد في قضايا فساد أخرى. كذلك، افتتحت ميغيل أرياس كانيت، زوجة ميغيل أرياس كانيت المفوض الأوروبي لشؤون العمل المناخي والطاقة ووزير الزراعة والأغذية والبيئة السابق في الاتحاد الأوروبي، شركات وهمية.
تورطت العائلة المالكة الإسبانية في هذه الفضيحة الضريبية، حيث امتلكت الأميرة بيلار دي بوربون، دوقة باداخوز، وشقيقة الملك السابق خوان كارلوس الأول وعمة الملك فيليب السادس، شركة خارجية لمدة أربعين عامًا. أسست هذه الأميرة شركة تسمى "ديلانتيرا فينانسيرا" عام 1974 وتولت فيها منصب الرئيسة والمديرة، إلا أنها أنكرت ذلك في البداية عند ظهور اسمها في وثائق بنما. وكان زوجها الذي توفي عام 1991 يشغل منصب الأمين العام للشركة، فيما تولى ابنها برونو غوميز-أثيبس منصب المدير وأمين الصندوق. كما ظهر اسم أماليو دي ماريشالار، كونت ريبالدا وشقيق خايمي دي ماريشالار، الزوج السابق لابنة الملك، إيلينا دي بوربون. علاوة على ذلك، نصحت شركة موساك فونسيكا إيناكي أوردانغاران وشريكه التجاري في مؤسسة نووس بتحويل الأموال إلى الخارج.
أسَّس اثنان من أحفاد فرانثيسكو فرانكو، وهما فرانسيسكو خوسيه فرانكو سويفيس، وخوان خوسيه فرانكو سويفيس، شركتين سُجِّلتا في جزر العذراء البريطانية بواسطة شركة موساك فونسيكا. وقد أنشأ خوان خوسيه شركة ماليني إنفستمنتس سنة 1997م، وكان مديرًا لها سنة 2012م، ثم أُغلقت سنة 2013م. وقد صرح لصحيفة إسبانية بأنه كان جاهلًا تمامًا بالأمر. أما شقيقه الأكبر، فرانسيسكو فرانكو سويفيس، فقد أسس شركة فامفيلد أليانس المحدودة سنة 1997م، وكان مديرًا لها.
حُوِّلت عمولة قدرها 6.8 مليون يورو من بيع مكتب لولي العهد، أوليغير بوجول، ابن جوردي بوجول، الرئيس السابق لحكومة كتالونيا، وذلك لصالح شركة غامضة. قامت هذه الشركة بدفع مبلغٍ يقارب 5 مليون يورو لشركة خارجية أخرى. تواجه عائلة بوجول، الأب والأم والابن، اتهاماتٍ متعددة بالتهرب الضريبي والفساد، إلى جانب جرائم أخرى.
افتتحت ماريا غارسيا فاكويرو، قرينة رئيس الوزراء الإسباني السابق فيليبي غونثاليث، حسابًا مصرفيًا في سويسرا لصالح شركة "كارمينجو المحدودة" في عام 2004، وهي شركة مسجلة في الملاذ الضريبي نييوي، إحدى جزر جنوب المحيط الهادئ.
وطلب المحامي كانديدو كوندي-بومبيدو الابن، وهو نجل المدعي العام الإسباني السابق والقاضي في المحكمة العليا الإسبانية كانديدو كوندي-بومبيدو، إنشاء شركة خارجية تابعة لشركة موساك فونسيكا في عام 2008، وإن لم تُستكمل هذه الصفقة لأسباب لم تُوضح. وكان يهدف من وراء هذه الشركة إلى أن تكون وسيطًا في مشروع لبناء ناطحة سحاب في عاصمة بنما، وليس لغرض إخفاء الأموال.
افتتح فرانسيسكو بايسا وهو جاسوس مهم لجهاز المخابرات الوطني الإسباني أثناء عمله في وزارة الداخلية حسابًا خارجيًا بعد تزوير وفاته في عام 1998.
استعان كبار المصرفيين ورجال الأعمال الإسبان بهذه الشركة لفتح حسابات وشركات مساهمة. ومن بين هؤلاء: ميغيل بليسا، رئيس كاخا مدريد، الذي حوكم في المحاكم الإسبانية بتهم فساد متعددة، وخيسوس بارديراس، رجل أعمال تربطه علاقة وثيقة بالرئيس الأسبق فيليبي غونثاليث، وأبناء المحامي خافيير دي لا روزا، المرتبط هو الآخر بقضايا فساد، وكارلوس أورتيغا، الرئيس التنفيذي لشركة بيبي جينز، وعائلات تملك سلاسل فندقية ضخمة كسلسلة ريو (فنادق ومنتجعات ريو)، وإسكارير (فنادق ميليا العالمية)، ومارتينون (مجموعة مارتينون).
يمتلك جامعَا الأعمال الفنية مارينا رويز-بيكاسو وبورخا تيسن شركتين تابعتين لموساك فونسيكا. وقد صرح محامي تيسن بأن شركته معلنة بشكل كامل لدى السلطات الضريبية، في حين امتنعت رويز-بيكاسو عن التعليق على هذا الأمر.
تضم قائمة المشاهير الآخرين المخرج الإسباني الشهير بيدرو ألمودوبار، الحائز على جائزة الأوسكار عام 2003 عن فيلمه "تحدث إليها". وقد أسس ألمودوبار مع شقيقه أغوستين شركة في عام 1991 باسم "غلين فالي" في جزر العذراء البريطانية. وردًا على ذلك، صرح أغوستين بأنه قام بإغلاق الشركة في عام 1994، وأن جميع الضرائب المستحقة عليها قد تم سدادها.
أفادت كارمن لومانا بأنها تولّت إدارة شركة زوجها الراحل، رجل الأعمال الأجنبي، بعد وفاته، دون أن تتوفر لديها أدنى معرفة بشؤون العمل أو الضرائب. [119] وقد ورد ذكر بيرتين أوزبورن، المذيع والمغني الإسباني، والممثل الشهير إمنول أريس، بطل المسلسل التلفزيوني الإسباني الطويل "أخبرني كيف حدث"، في سياق مماثل. فقد صرّح أوزبورن بأن حسابه المالي قانوني وأنه استخدمه وفقًا للإجراءات المتبعة لتوفير المال. غير أنه تورط في فضيحة تتعلق بالاحتيال على الخزانة، وذلك بالاشتراك مع الممثلة وزميلته في المسلسل آنف الذكر، آنا دواتو.
يملك خوان لويس سيبريان، الصحفي الشريك في تأسيس صحيفة إل باييس والرئيس التنفيذي لشركة بريسا الإعلامية الإسبانية، نسبة اثنين بالمئة من أسهم شركة "ستار بتروليوم" النفطية المرتبطة بالملاذات الضريبية. وعقب ذكر اسمه في هذا السياق، قرر مقاضاة قناة "لا سيكستا" التي كشفت عن تورطه في هذه الفضيحة.
أما خوسيه لويس نونيز الرئيس السابق لنادي برشلونة لكرة القدم، ونائبه الحالي كارليس فيلاروبي، وإدواردو فرناندو دي بلاس، نائب رئيس نادي ريال مدريد، فقد تبين امتلاكهم لشركات خارجية بالاشتراك مع شركة "موساك فونسيكا".

## السويد
قالت الهيئة السويدية للرقابة المالية في 4 أبريل 2016 إنها ستُحقق في إجراءات نورديا، وهي واحدة من أكبر المؤسسات المالية في دول الشمال، بعد أن كشفت وثائق بنما أن مكتب البنك في لوكسمبورغ ساعد في إنشاء ما يقرب من 400 شركة خارجية لعملائه بين عامي 2004 و2014 في بنما وجزر العذراء البريطانية لعملائهم.
أشارت الهيئة السويدية للرقابة المالية إلى وجود "ثغرات بالغة الخطورة" في آليات مراقبة بنك نوردي لعمليات غسل الأموال، حيث سبق وأن وجهت إليه إنذارين. وفي عام 2015 اضطُر البنك لدفع أكبر غرامة مالية ممكنة، تجاوزت قيمتها خمسة ملايين يورو. وفي سياق آخر طلب بنك نوردي في عام 2012 من شركة موساك فونسيكا تعديل وثائق بشكل رجعي، بحيث يبدو أن توكيلات ثلاثة عملاء دنماركيين سارية المفعول منذ عام 2010. وقد اعترف مدير الخدمات المصرفية الخاصة في نوردي، ثوربن ساندرز، بأن البنك لم يكن يقوم بفحص المتهربين من الضرائب قبل عام 2009، صرح قائلاً: "في نهاية عام 2009، اتخذنا قرارًا بعدم السماح لبنكنا بأن يكون وسيلة للتهرب الضريبي".
تظهر وثائق بنما أن بنك نوردي هو الأكثر ظهورًا بين البنوك السويدية، حيث ورد ذكره 10902 مرة، بينما جاء أقرب منافسيه في المرتبة الثانية بـ 764 مرة فقط. وفي ضوء هذه النتائج، أعلنت الهيئة السويدية للرقابة المالية عن نيتها التحقيق في البنوك الكبرى الأخرى في السويد، وهي: هاندلس بانكين، ومجموعة إس إي بي البنكية، وسويدبانك. [بحاجة لمصدر]
قطعت نوردي جميع العلاقات مع موساك فونسيكا في أعقاب مقابلة مع الرئيس التنفيذي لنوردي كاسبر فون كوسكول على التلفزيون السويدي في 4 أبريل.
ردًا على التسريبات صرح رئيس الوزراء ستيفان لوفن بأنه ينتقد بشدة سلوك نوردي ودوره، ووصفت وزيرة المالية ماغدالينا أندرسون سلوك البنك بأنه "غير مقبول على الإطلاق".

## سويسرا
في 6 أبريل، فتشت الشرطة الفيدرالية مقر الاتحاد الأوروبي لكرة القدم في نيون كجزء من تحقيق في "سوء إدارة جنائي" بشأن صفقة حقوق البث التلفزيوني لدوري أبطال أوروبا التي وقعها الرئيس الجديد للاتحاد الدولي لكرة القدم (FIFA) جياني إنفانتينو. وفي اليوم نفسه فتح المدعي العام في جنيف عدة إجراءات ردًا على تقرير حول سوء سلوك من قبل محامين وأمناء سويسريين.
في 8 أبريل، وبعد ساعات قليلة من نشر سلسلة جديدة من المقالات التي تركز على الفن المخفي وراء الشركات الخارجية، تحفظ مدعٍ على لوحة لموديلياني تبلغ قيمتها حوالي 25 مليون دولار في منطقة جنيف الحرة. زعم تقاضي في نيويورك أن اللوحة سُرقت من قبل النازيين خلال الحرب العالمية الثانية؛ قال المدعى عليهم إنهم لم يمتلكوها، لكن الوثائق المسربة تُظهر أنهم يسيطرون على مركز الفنون الدولي، وهي شركة صورية مسجلة في بنما وهي التي تمتلكها.
يمتلك كل من إيف بوفير والملياردير الروسي دميتري ربولوفليف، المتنازعين حول تسعير الأعمال الفنية، شركات تابعة لموساك فونسيكا.
ألقت الوثائق المسربة الضوء أيضًا على ملكية الشركات الصورية في دعوى قضائية مطولة في لوزان حول ملكية الأعمال الفنية من شاليه قطب الشحن اليوناني الراحل باسيل جولاندريس في غشتاد.
في 11 أبريل أُطلق تحقيق جديد يكشف عن سوء استغلال لأسماء جمعيات خيرية عريقة كالصليب الأحمر وصندوق الحياة البرية العالمي (WWF). وتُشير أصابع الاتهام إلى شركة دياكور السويسرية، وهي عميل لدى موساك فونسيكا، تمتلك من خلالها نحو ثلاثين شركة. يدير دفة هذه الشركة دانيال شتاينميتز، إلا أن شقيقه بيني كان يتمتع بصلاحيات واسعة فيها حتى وقت قريب. وتندرج دياكور ضمن مجموعة شتاينميتز.
وبحسب تحقيقات الاتحاد الدولي للصحفيين الاستقصائيين، فقد أنشأ أكثر من 38 ألف كيان خارجي عبر أربعين عامًا ماضية بجهود مشتركة بين 1,339 محاميًا ومستشارًا ماليًا ووسطاء سويسريين. وقد ارتبط بهذه الكيانات 4,595 مسؤولا أو مديرًا مرتبطون بسويسرا.

## أوكرانيا

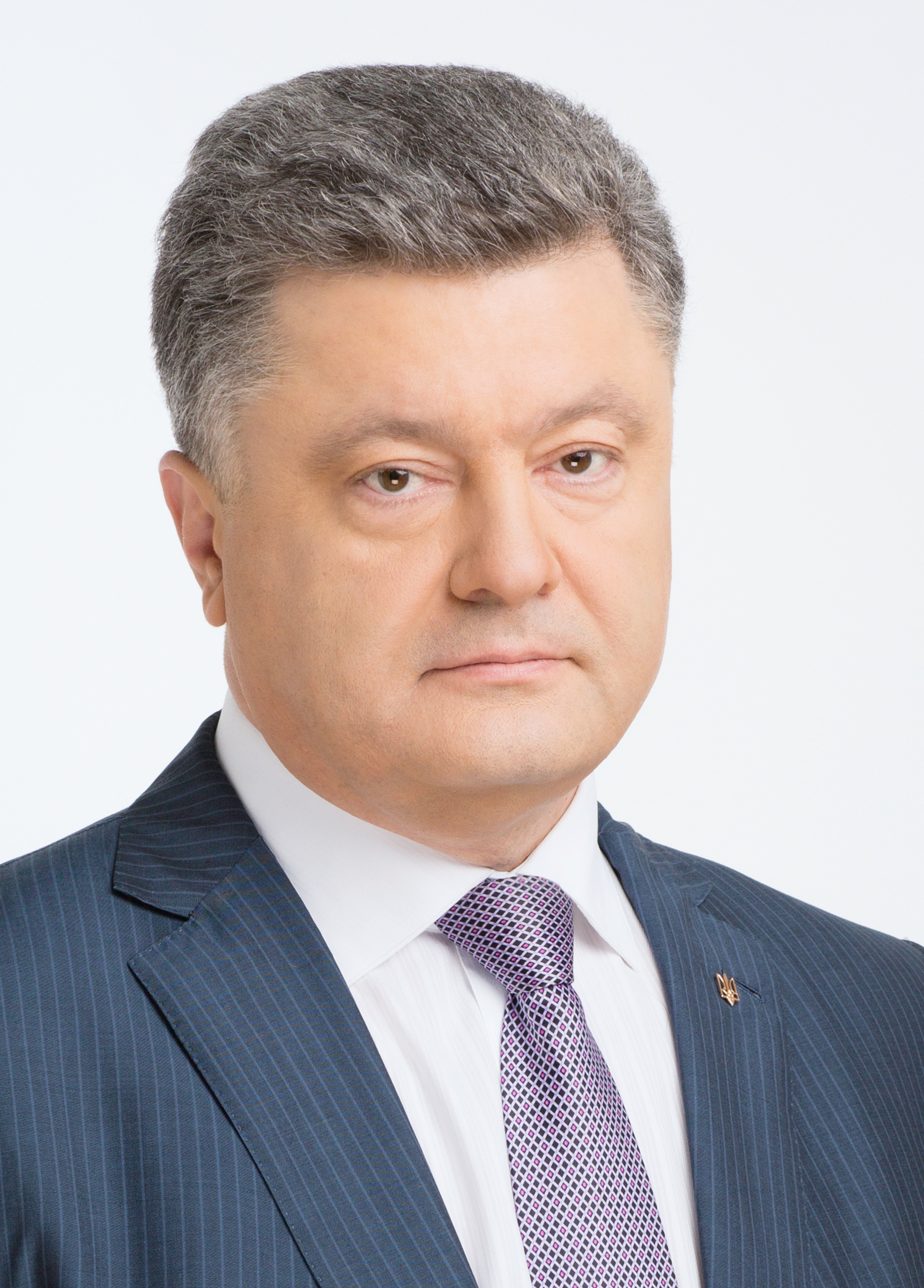
الرئيس الأوكراني بترو بوروشنكو

عندما تولى الرئيس الأوكراني بترو بوروشنكو مقاليد الحكم في عام 2014م، كانت ثورة شعبية قد أطاحت بسلفه فيكتور يانوكوفيتش حديثًا. وقد تعهد بوروشنكو ببيع أعماله في صناعة الحلوى (روشن) إذا انتُخب، إلا أن الوثائق المسربة تشير إلى أنه في الحادي والعشرين من أغسطس عام 2014م كلف شركة موساك فونسيكا بإنشاء شركة قابضة خارجية في جزر العذراء البريطانية ونقل شركته إليها، وذلك بعد حوالي شهرين من الانتخابات. ومن المحتمل أن يكون هذا الإجراء قد وفر له ملايين الدولارات من الضرائب الأوكرانية. وتظهره السجلات في قبرص على أنه المساهم الوحيد في هذه الشركة. ويقول بعض الخبراء القانونيون إن هذا التفسير قد يكون صحيحًا؛  ومع ذلك، فإن هذا الأمر لا يغير من حقيقة أن وسائل الإعلام الأوكرانية تشير إلى أن بوروشنكو قد فتح حسابه الخارجي في أغسطس عام 2014م بينما كان الجنود الأوكرانيون يتعرضون للمذبحة على يد الروس في إلوفيسك. وربما يكون تقرير وثائق بنما قد لعب دورًا أيضًا في هزيمة اتفاقية تجارية مع هولندا في استفتاء أجري هناك في السادس من أبريل.
تعتقد منظمة الشفافية الدولية لمكافحة الفساد أن "إنشاء شركات أثناء شغل منصب الرئيس يشكل انتهاكًا مباشرًا للدستور". ويرى صحفيون من مشروع الإبلاغ عن الجريمة المنظمة والفساد أيضًا أن بوروشينكو ارتكب فعلين غير قانونيين آخرين بهذه الخطوة، وهما بدء عمل تجاري جديد أثناء توليه منصبه والإخفاق لاحقًا في الإبلاغ عنه في بيانات الإفصاح الخاصة به. نفى بوروشينكو ارتكاب أي مخالفات وقال متحدث باسمه إن الشركة الخارجية ليس لديها أصول نشطة وكانت بمثابة إعادة هيكلة قانونية للشركات تهدف إلى المساعدة في بيع مجموعة روشن التابعة لبوروشينكو. رد محللون في أوكرانيا بأن الطريقة السرية التي أنشأ بها بوروشينكو هذه الحسابات من المؤكد أنها ستقوض الثقة به وبحزبه وبأوكرانيا نفسها.
جاءت الأخبار المتعلقة بأنشطة بوروشينكو الخارجية في وقت كانت حكومته تشن حملة على الشركات الأجنبية. وقد حث أوليغ لياشكو، زعيم الحزب المتطرف، النواب على الشروع في إجراءات العزل،  بل إن بعض حلفائه قد أيدوا الدعوات لتشكيل لجنة برلمانية للتحقيق في هذه المزاعم.
وكانت العلاقات قد توترت بالفعل داخل المجلس الأعلى الأوكراني بين كتلة بوروشينكو وحزب الجبهة الشعبية الذي يرأسه رئيس الوزراء أرسيني ياتسينيوك على مدى الأشهر السابقة، وسط تبادل الاتهامات بالفساد. كما أعلن رئيس الوزراء أرسيني ياتسينيوك عن استقالته على خلفية تسريبات وثائق بنما.

## المملكة المتحدة

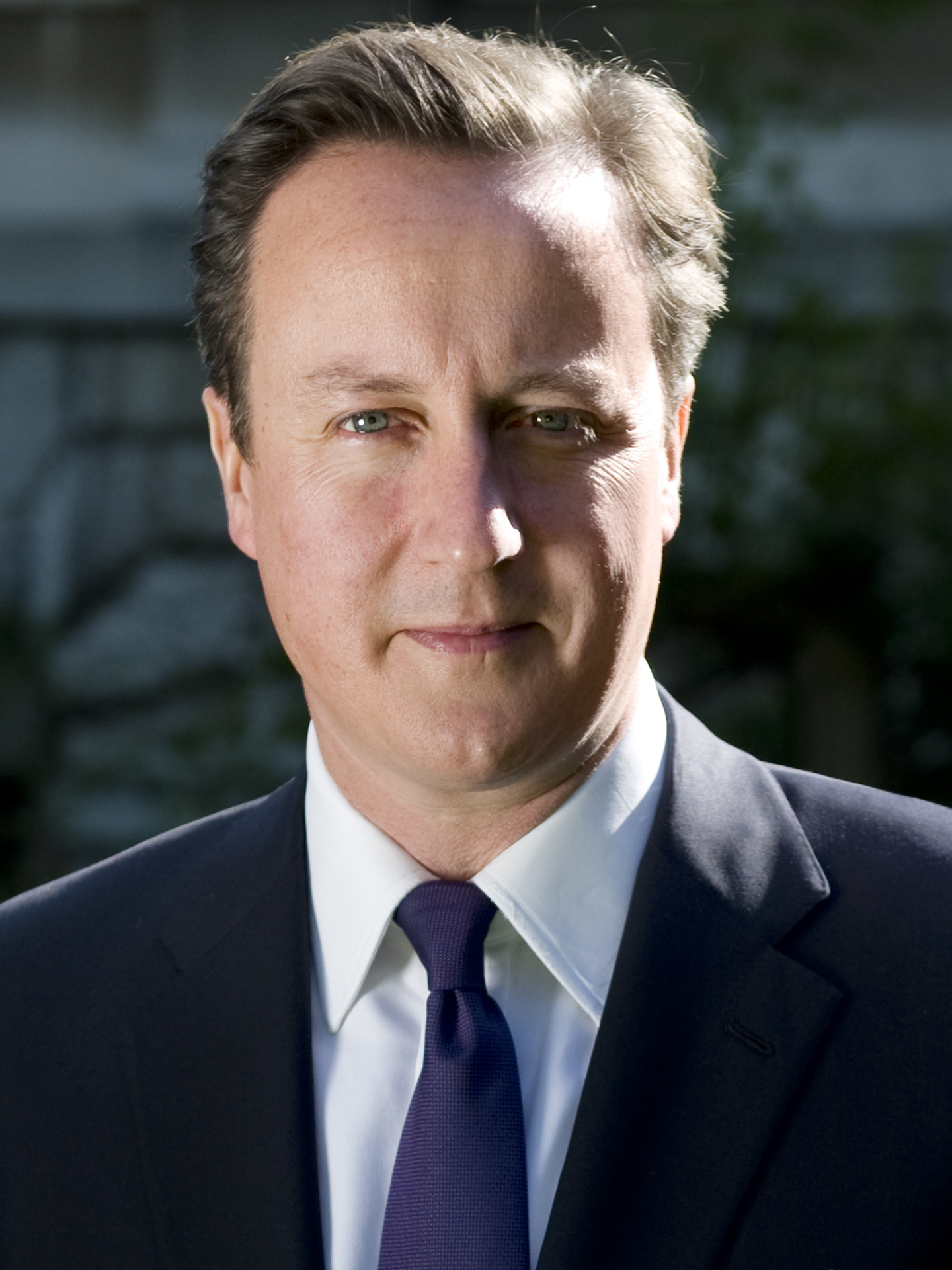
رئيس الوزراء البريطاني السابق ديفيد كاميرون

وفقًا لصحيفة الغارديان فإن ما يزيد عن 170 مليار جنيه إسترليني من العقارات البريطانية تقع حاليًا تحت ملكية أجنبية.
كشفت وثائق بنما عن وجود ستة أعضاء في مجلس اللوردات، العديد منهم من المتبرعين الرئيسيين لحزب المحافظين في عهد ديفيد كاميرون، بالإضافة إلى متبرعين آخرين من الحزب نفسه. ومن أبرز هذه الأسماء:
- أنتوني بامفورد: تبرع بمبلغ 4 ملايين جنيه إسترليني لحزب المحافظين وحصل على لقب بارون مدى الحياة في عام 2013.[151]
- ديفيد رولاند: تبرع بمبلغ 3.8 مليون جنيه إسترليني للحزب وشغل منصب أمين الصندوق السابق فيه.[151]
- شركة فليمنغ فاميلي آند بارتنرز: تبرعت بأكثر من 400 ألف جنيه إسترليني لحزب المحافظين، بما في ذلك تبرعات مباشرة لديفيد كاميرون.[151]
- شركة جونيبر إكويتيز تريدينغ: قدمت قرضًا لحزب المحافظين بقيمة 250 ألف جنيه إسترليني من صندوق خارجي ذي هيكل ملكية غير شفاف.[151]
- توني بكنغهام: تبرع بمبلغ 100 ألف جنيه إسترليني للحزب.[151]
- مايكل اشكروفت: وهو من نشر مزاعم "بيغيت" حول كاميرون.[152][153]
- البارونة باميلا شاربلز: مُنحت لقب بارونة مدى الحياة في عام 1973، وظهر اسمها في الوثائق عبر شركتها في جزر البهاما "نونسويل إنفستمنتس ليمتد".[154]
- النائب السابق مايكل ميتس: ادعى عبر شركته "هايلانديل" أن للشركة "لا قيمة حقيقية أبدًا" وسجل هذه المصالح لدى البرلمان.[151]

بما أن المملكة المتحدة لا تزال تمارس سلطانًا متفاوت الدرجات على الأقاليم البريطانية ما وراء البحار وملحقات التاج، والتي تشكل حشدًا كبيرًا من الملاذات الضريبية والولايات القضائية السرية، فقد اشتد الضغط على رئيس الوزراء ديفيد كاميرون لإحداث تغييرات جذرية. ووفقًا لصحيفة وول ستريت جورنال، فإن وثائق بنما "تسلط الأضواء على مجموعة من المراكز الخارجية في بقايا الإمبراطورية البريطانية، بدءًا من جبل طارق وحتى جزر العذراء البريطانية". ومن بين الشركات التي أنشأتها موساك فونسيكا والتي ورد ذكرها في البيانات المسربة، تصدرت شركات جزر العذراء البريطانية القائمة، حيث بلغ عددها مائة وثلاثة عشر ألف شركة تقريبًا من أصل مائتين وخمسة عشر ألف شركة قامت موساك فونسيكا بإدارتها أو تأسيسها هناك. واحتلت منطقة أنغويلا البريطانية ما وراء البحار المرتبة السابعة في هذه القائمة.

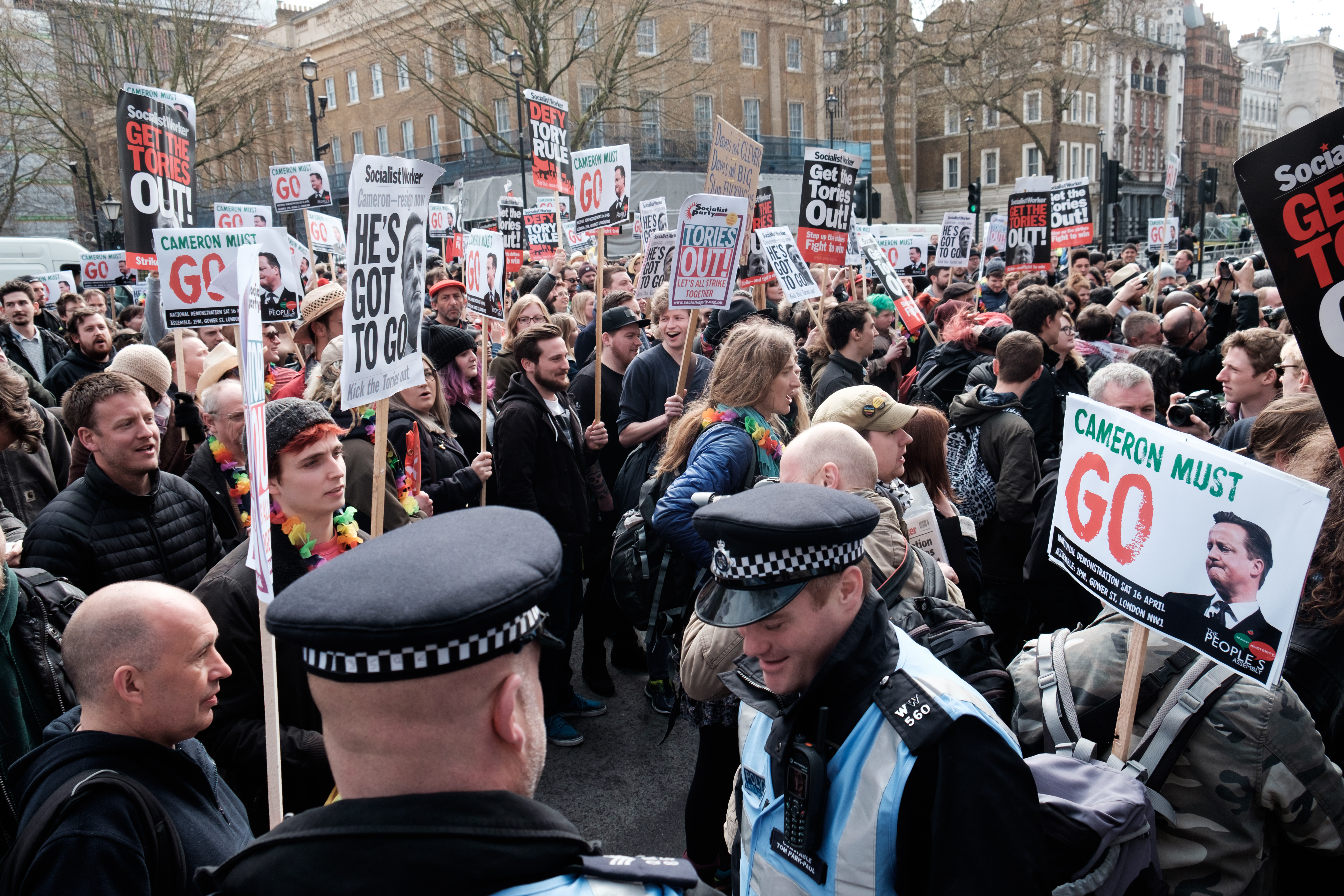
متظاهرون خارج 10 داوننغ ستريت يطالبون باستقالة ديفيد كاميرون في 9 أبريل 2016

انتقد كاميرون في عام 2013 تلك الهياكل الخارجية المعقدة، واصفًا إياها بأنها "غير عادلة وغير صحيحة" حين تقوم بعض الشركات بقول: "إن لي مبيعات كثيرة هنا في المملكة المتحدة، ولكنني سأدفع نوعًا من رسوم الامتياز لشركة أخرى أمتلكها في بلد آخر يتمتع ببعض الإعفاءات الضريبية الخاصة". وأشار إلى أنه سيتطرق إلى هذه المسألة في قمة مجموعة الثماني في ذلك العام. وفي القمة، طالب كامرون بزيادة الشفافية، مؤكدًا أنها ستكون في صالح الأعمال. وفي عام 2014، طلب كاميرون من جميع الأقاليم والممتلكات التابعة للتاج إنشاء سجل مفتوح للشركات والأفراد الذين لديهم استثمارات مسجلة في ولاياتهم القضائية، إلا أنه بحلول وقت تسريب وثائق بنما في أبريل 2016، لم توافق سوى مونتسرات وجبل طارق على تنفيذ ذلك. [بحاجة لمصدر]
أعلن زعيم المعارضة، جيرمي كوربين، جازمًا بأن "الحكومة بحاجة إلى إنهاء ترددها حيال التهرب الضريبي"،  داعيًا إلى تطبيق "حكم مباشر" على الأقاليم البريطانية ما وراء البحار وممتلكات التاج التي تؤوي الملاذات الضريبية. ووافق على هذا الرأي وزير الأعمال السابق، فينس كيبلفينس كيبل، رغم تحذير المدعي العام السابق، دومينيك غريف، من أن هذا الاقتراح يشبه "اللجوء إلى الخيارات النووية"،  إذ أنه قد "يدمر سبل عيش" سكان جزر العذراء البريطانية العاملين في القطاع المالي. كما أشار حزب العمال إلى أن قمة كاميرون "المكرسة لمكافحة الفساد" المزمع عقدها في شهر مايو  ستكون "مسرحية هزلية" ما لم يوجه كاميرون، بصفته رئيسًا للقمة، دعوة إلى ممثلي جميع ممتلكات التاج والأقاليم ما وراء البحار لحضورها.
من جهتها، أوضحت جيني غرانجر، المتحدثة باسم دائرة الإيرادات والجمارك البريطانية، أن الدائرة تلقت "كمًا هائلًا من المعلومات حول الشركات الخارجية، بما في ذلك تلك الموجودة في بنما، من مصادر متنوعة، وهي بصدد إجراء تحقيق شامل فيها". وأضافت أن دائرة الإيرادات والجمارك البريطانية قد طلبت من الاتحاد الدولي للصحفيين الاستقصائيين مشاركتها بجميع البيانات المتوفرة لديه.
كشفت مجلة "برايفت آي" أن إدوارد تروب، الذي تولى منصب الرئيس التنفيذي لهيئة الإيرادات والجمارك البريطانية (HMRC) في أبريل عام 2016، كان شريكًا سابقًا في شركة سيمونز آند سيمونز للمحاماة، وهي شركة قانونية تتخذ من لندن مقرًا لها، وكانت من بين عملائها صندوق بليرمور هولدينغز المسجل في بنما والذي أسسه والد رئيس الوزراء البريطاني السابق ديفيد كاميرون.
وتكشف وثائق حصلت عليها صحيفة "زود دويتشه تسايتونج" والاتحاد الدولي للصحفيين الاستقصائيين عن صلات وثيقة تربط بين شركة سيمونز آند سيمونز وإدارة الشركات الخارجية وكبار ملاك العقارات في الخارج، بما في ذلك شركة استثمارية تديرها نيابة عن الشيخ حمد بن عبد الله آل ثاني، وذلك في الوقت الذي كان فيه تروب الشريك الضريبي الأول لهذه الشركة.

### شركة بليرمور القابضة المحدودة
كان والد رئيس الوزراء البريطاني السابق، ديفيد كاميرون، الراحل إيان كاميرون، يدير صندوقًا استثماريًا خارجيًا، هو "بلايرمور هولدينجز"، من خلال شركة موساك فونسيكا، وقد نجح هذا الصندوق في التهرب من دفع الضرائب في المملكة المتحدة لمدة ثلاثين عامًا. وعقب تولي ديفيد كاميرون منصب رئاسة الوزراء، تم نقل مقر الشركة إلى أيرلندا.
وفي السادس من أبريل اعترف كاميرون بامتلاكه لأسهم في "بلايرمور" ولكنه زعم أنه باعها قبل توليه منصبه.
وقد أثار تورط عائلة كاميرون في هذه الفضيحة انتقادات واسعة من السياسيين البارزين. فقد طالب زعيم المعارضة، جيرمي كوربين، بإجراء تحقيق مستقل وفوري في الشؤون الضريبية لعائلة كاميرون، بالإضافة إلى تشديد القوانين المتعلقة بالتهرب الضريبي في المملكة المتحدة.

## روابط خارجية
- بيان من مُسرب وثائق بنما
- بوابة وثائق بنما التابعة للاتحاد الدولي للمحققين الصحفيين (الولايات المتحدة)
- بوابة وثائق بنما في زود دويتشه تسايتونج (ألمانيا)
- بوابة وثائق بنما في الغارديان (المملكة المتحدة)
- بوابة وثائق بنما في فاينانشال تايمز (المملكة المتحدة)
- بوابة وثائق بنما في لو موند (فرنسا)
- بوابة وثائق بنما في التلفزيون السويدي (السويد)
- بوابة شبكة المراكز الأفريقية للتقارير الاستقصائية (ANCIR) (أفريقيا)
- بوابة وثائق بنما نسخة محفوظة 2 يونيو 2016 على موقع واي باك مشين. في إنكيفادا (تونس)
- بوابة وثائق بنما في "سيماناريو يونيفيرسيداد" في جامعة كوستاريكا
- بوابة وثائق بنما في مشروع تقارير الجريمة المنظمة والفساد
- بوابة وثائق بنما في "لو ديسك" (المغرب)
- بوابة وثائق بنما في "ريكيافيك ميديا" (آيسلندا)
- بوابة وثائق بنما في "Armando.info" (فنزويلا)
- إفصاح الصناديق الاستئمانية الأجنبية IR607 (نيوزيلندا)